# Megachernes afghanicus
Megachernes afghanicus är en spindeldjursart som beskrevs av Beier 1959. Megachernes afghanicus ingår i släktet Megachernes och familjen blindklokrypare. Inga underarter finns listade i Catalogue of Life.